# NRCAM
La molécula de adhesión de células neuronales es una proteína que en humanos está codificada por el gen NRCAM.
Las moléculas de adhesión celular (CAM) son miembros de la superfamilia de las inmunoglobulinas. Este gen codifica una molécula de adhesión de células neuronales con múltiples dominios de tipo C2 de tipo inmunoglobulina y dominios de fibronectina de tipo III. Esta proteína de unión a anquirina participa en la adhesión neurona-neurona y promueve la señalización direccional durante el crecimiento del cono axonal. Este gen también se expresa en tejidos no neurales y puede desempeñar un papel general en la comunicación célula-célula a través de la señalización de su dominio intracelular al citoesqueleto de actina durante la migración celular direccional. Las variantes alélicas de este gen se han asociado con el autismo y vulnerabilidad a la adicción. El empalme alternativo da como resultado múltiples variantes de transcripción que codifican diferentes isoformas.